# Rio Cireşu (Latoriţa)
O Rio Cireşu é um rio da Romênia, afluente do Rio Latoriţa, localizado no distrito de Vâlcea.